# Enganyapastors de doble collar
L'enganyapastors de doble collar (Chordeiles acutipennis) és una espècie d'ocell caprimulgiforme de la família Caprimulgidae pròpia d'Amèrica.

## Característiques
Té una grandària d'uns 22 cm. Els seus ulls són atxinats, el seu bec és curt i corb, amb un pitet blanc, el cos és marró jaspiat amb blanc. Les ales són allargades i afilades. Els mascles tenen una banda color clar abans de la punta. La seva cua és prima i llarga. Les parts inferiors són marrons rajades amb blanc.

## Història natural
De dia estan asseguts en el sòl i al capvespre capturen insectes al vol. Aquest vol al capvespre té una aparença erràtica, que recorda al d'una ratapinyada, amb planatges freqüents amb les ales lleugerament aixecades.
Viu en zones arbustives seques i obertes i és bastant comuna al llarg de tota la costa peruana i també a Colòmbia, l'Equador, Brasil, Bolívia i Xile. És fàcil veure-ho en les tardes i nits als parcs del districte de San Borja i en les campànies poc poblades properes a Lima.

## Subespècies
- Chordeiles acutipennis acutipennis (Hermann) 1783 ;
- Chordeiles acutipennis aequatorialis Chapman 1923 ;
- Chordeiles acutipennis crissalis A.H. Miller 1959 ;
- Chordeiles acutipennis exilis (Lesson) 1839 ;
- Chordeiles acutipennis littoralis Brodkorb 1940 ;
- Chordeiles acutipennis micromeris Oberholser 1914 ;
- Chordeiles acutipennis texensis Lawrence 1857.